# Katolička Crkva u Meksiku
Katolička Crkva u Meksiku je vjerska zajednica u Meksiku, dio opće Katoličke Crkve u punom zajedništvu s Rimskom kurijom i papom. Najbrojnija je vjerska zajednica u Meksiku i druga po brojnosti katolička zajednica u svijetu. Djelatnosti Crkve u Meksiku koordinira Meksička biskupska konferencija (Conferencia del Episcopado Mexicano) u suradnji s apostolskim nuncijem. Ustrojena je u 18 metropolija i 73 pripadajuće biskupije.

## Brojnost
Prema statistici Adveniata iz 2011. 93 % stanovništva Meksika bilo je kršteno u Katoličkoj Crkvi, dok je prema CIA-inoj Factbook 2010. 76,5% Meksikanaca pripadnika Katoličke Crkve.
Prema Papinskomu ljetopisu za 2012., najveća biskupija, Meksiko City, imala je 7,97 mil. katolika. Zatim slijede nadbiskupija Guadalajara sa 6,50 mil. i Monterrey s 5,86 mil. katolika. Prema popisu iz 2010. u Meksiku je živjelo 101,45 mil. katolika među stanovništvom starijim od pet godina, što odgovara oko 91% od ukupnog broja stanovnika.[nedostaje izvor] Broj svećenika je oko 15 700, a redovnika i redovnica oko 40 000.[nedostaje izvor]

## Papinski pohodi
Papa Ivan Pavao II. posjetio je Meksiko 1979., 1990., 1993., 1999. i 2002. godine.
Papa Benedikt XVI. posjetio je Meksiko od 23. do 26. ožujka 2012.